# Lijst van Canadese historische motorfietsmerken
Hieronder een lijst van Canadese historische motorfietsmerken

## Alouette
(Alouette Recreational Products Ltd. Montreal), verkocht in elk geval in 1974 125 cc motorfietsen.

## CCM
(Canadian Cycle and Motor Company, waarschijnlijk 1908 - 1912). Produceerde motorfietsen waarbij men een normaal fietsframe gebruikte. Dat werd voorzien van een  aangepaste “Hygenic Cushion Shock” voorvork en een 230 cc Motosacoche-blokje.

## Galf Flyer
Deze motorfiets kwam in 1920 op de markt. Hij had vier luchtgekoelde cilinders, maar de cilinderinhoud en cilinderopstelling zijn niet bekend. Verder was er een open frame dat onder het blok doorliep en waaraan zowel voor als achter een swingarm was gemonteerd. Hierdoor zag de machine er volkomen symmetrisch uit: het leek of je ermee voor- en achteruit kon rijden.

## Jordan
De constructeur Albert Jordan ontwikkelde in 1950 een 500 cc DOHC kopklepper. Het kwam waarschijnlijk ook tot serieproductie, waarbij aandrijfonderdelen van andere merken werden gebruikt. Er is nog een merk met de naam Jordan, zie Jordan (Taiwan)

## Moto Trail
(Rolo Moto inc.) Bedrijf dat in de jaren zeventig een kleine terreinmotor met een 180 cc Solo-blokje bouwde. Het machientje viel vooral op door de zeer dikke ballonbanden.